# Felisberto Pinto Monteiro
Felisberto Pinto Monteiro (Pindamonhangaba, 22 de maio de 1911) foi uma personalidade na história do município de Piracicaba. Deixou contribuições relevantes em diversos setores, na ciência, na docência, na administração pública, em organizações não governamentais, instituições filantrópicas e como um dos pioneiros na defesa do meio ambiente, principalmente dos recursos hídricos e ictiofauna dos rios brasileiros.

## Biografia
Felisberto formou-se Engenheiro Agrônomo na turma de 1935 da Escola Superior de Agricultura Luiz de Queiroz, nasceu no dia 22 de maio de 1911 em Pindamonhangaba, SP, e faleceu em Piracicaba, SP, no dia 25 de dezembro de 1977.
Sua primeira função pública foi a de zootecnista do Departamento da Produção Animal da Secretaria da Agricultura do Estado de São Paulo, de 1936 a 1941. A seguir, assumiu a função de Assistente de Biologia no Instituto Agronômico do Norte, do Ministério da Agricultura, em Belém, PA, de 1942 a 1944, período em que foi membro da Comissão Brasileiro-Americana de Abastecimento da Amazônia. Retornou a São Paulo e assumiu a função de biologista no Departamento da Produção Animal de 1944 a 1967. De dezembro de 1947 a março de 1949 foi deslocado para a Estação Experimental de Biologia e Piscicultura, hoje chamada de Centro Nacional de Pesquisa e Conservação de Peixes Continentais, em Pirassununga, SP, tendo exercido sua administração durante parte de 1948.
De julho a novembro de 1950 e a convite do Departamento do Interior dos Estados Unidos da América, visitou os centros de ensino e pesquisa de biologia pesqueira de água doce, particularmente os do Vale do Tennessee.
Transferindo-se para Piracicaba, Felisberto exerceu cumulativamente a função de professor como Assistente da 14a Cadeira (2a de Zootecnia) da ESALQ. Foi um dos organizadores do Curso de Piscicultura realizado em 1951 na comemoração do cinquentenário da Escola. Ministrou cursos de Biologia de Pesca e Piscicultura a partir de 1956 até 1965. Nesse período, realizou diversos estudos sobre os efeitos de agentes poluentes e tóxicos na fauna do Rio Piracicaba.
Tendo como orientador o Prof. Dr. Alcides Di Paravicini Torres, preparou a tese “Contribuição ao Estudo da Pesca no Rio Piracicaba”, com o que obteve o título de Doutor em Agronomia. Foi a primeira tese de doutoramento sobre pesca no Brasil. Nessa tese manifestava preocupação quanto à necessidade de proteção à ictiofauna e às condições naturais do ambiente aquático. Previa a destruição da riqueza pesqueira pela ação do homem na devastação das matas ciliares, na poluição dos cursos d'água por resíduos urbanos e industriais, na pesca indiscriminada e na construção de barragens intransponíveis aos peixes. Publicou diversos trabalhos sobre biologia pesqueira no Brasil e no exterior.
Múltiplas foram as suas atividades: presidente da Comissão de Reflorestamento das Margens do Rio Piracicaba, de 1954 a 1956; membro do Conselho do Fundo de Pesquisa e Fomento Zootécnico do Departamento da Produção Animal, SP, de 1954 a 1956; membro do Conselho Florestal do Estado de São Paulo, de 1961 a 1964; Diretor do Departamento Municipal de Turismo de Piracicaba, de 1966 a 1968; Secretário da Educação, Saúde e Promoção Social da Prefeitura Municipal de Piracicaba em 1968 e Secretário de Turismo em 1970; Assessor Técnico da Carteira Agrícola e da Carteira de Expansão Econômica do Banco do Estado de São Paulo em 1968; Presidente da Associação de Controle da Poluição Ambiental da Região de Piracicaba (ACOPARP), de janeiro de 1968 a fevereiro de 1971. Em abril de 1977 foi eleito presidente da CORENA (Parque de Santo Antonio do Ibicatu, reserva florestal de espécimes raros da nossa flora).
Felisberto Pinto Monteiro foi membro fundador (1967) do Instituto Histórico e Geográfico de Piracicaba,  membro da comissão para fundação do Roraty Club Cidade Alta de Piracicaba, membro fundador da Hípica de Piracicaba e da Companhia Telefônica (CIPATEL). Como Presidente desta última, mercê de sua visão e capacidade de administração, desenvolveu-a transformando-a em modelo no Estado. Foi um dos fundadores da Guarda Mirim de Piracicaba e um de seus ardorosos defensores pelo seu significado como trabalho junto a menores carentes, foi também um de seus presidentes. Membro do Conselho Coordenador das Entidades Civis de Piracicaba, pelos relevantes serviços que prestou à cidade onde exerceu suas principais atividades administrativas, recebeu o título de Cidadão Piracicabano em 25 de dezembro de 1968. Anteriormente havia recebido o Distintivo Oficial do Bicentenário de Piracicaba em outubro de 1967. Foi sócio da Sociedade Brasileira para o Progresso da Ciência  e seu nome consta do “Who's who in Latin América”. Foi homenageado tendo seu nome como designação de ruas nas cidades de Piracicaba, SP (CEP 13423-052) e Pindamonhangaba, SP (CEP 12420-280).
Foi casado com Zenaide Magalhães de Almeida, exemplo de dedicação, apoio, participação e estímulo às suas atividades. Zenaide deu-lhe quatro filhos: Maria Helena, José Roberto, Manoel Antonio e Reinaldo.